# Ергешова, Феруза Адылжановна
Феруза Адылжановна Ергешова (17 ноября 1991) — казахстанская таэквондистка, мастер спорта Республики Казахстан международного класса.

## Биография
Родилась в Чимкенте. Тренер - Бауржан Аманкулов.
Участник и призёр нескольких международных турниров.
Чемпион Азии (2010).
Путевку на Олимпиаду — 2012 в Лондоне получила на квалификационном турнире в Бангкоке.